# Myrcianthes crebrifolia
Myrcianthes crebrifolia är en myrtenväxtart som först beskrevs av Julian Alfred Steyermark, och fick sitt nu gällande namn av Mcvaugh. Myrcianthes crebrifolia ingår i släktet Myrcianthes och familjen myrtenväxter. Inga underarter finns listade i Catalogue of Life.